# Podnawkowate

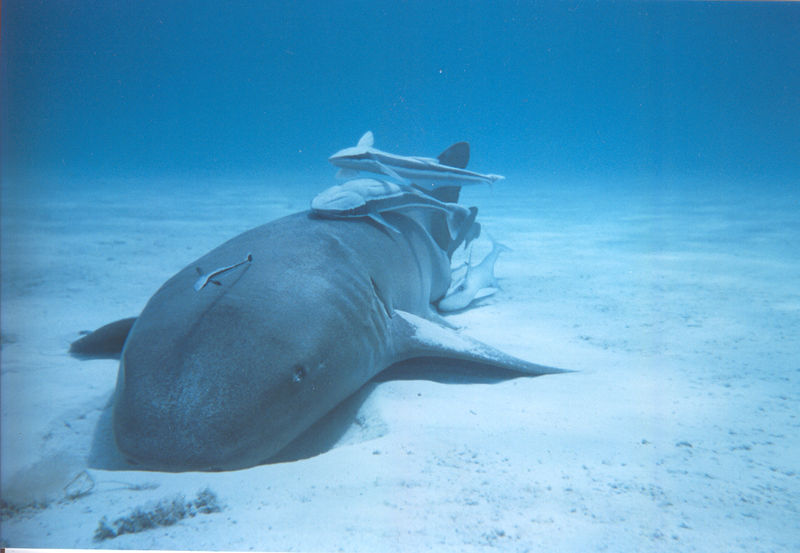
Rekin w towarzystwie podnawek

Podnawkowate, podnawki, remory (Echeneidae) – rodzina morskich ryb okoniokształtnych. Sporadycznie występują w wodach słodkich i słonawych. Przedstawiciele tej rodziny mają wydłużone smukłe ciało i spłaszczoną głowę. Ich żuchwa jest wystająca. Mają one również dwie płetwy grzbietowe, z których pierwsza przekształcona jest w owalną przyssawkę mającą od 10 do 28 poprzecznych ruchomych listew (fałdów czepnych). Przyssawka kontrolowana jest przez złożoną grupę mięśni i elementy szkieletowe, których praca powoduje unoszenie i opadanie listew, dzięki czemu tworzy się ciśnienie ssące. Płetwa odbytowa i druga płetwa grzbietowa mają zazwyczaj po 18–40 miękkich promieni. Płetwa ogonowa jest lekko zaokrąglona. Łuski pokrywające ich ciało są małe, cykloidalne. Ponadto podnawkowate nie mają pęcherza pławnego. Najmniejsze osobniki mają około 17 cm, a największe około 100 cm, choć zdarzają się osobniki do 110 cm. Ubarwienie podnawkowatych jest różnorodne: może być zarówno jednolite, jak i wzorzyste. Rodzina podnawkowatych obejmuje 4 rodzaje, a wśród nich 8 gatunków. Najczęściej jednak wyróżnia się 7 rodzajów.
Występowanie: Ocean Indyjski, Spokojny i Atlantycki.

## Cechy charakterystyczne
- ciało wydłużone, pokryte małymi łuskami cykloidalnymi
- spłaszczona głowa
- pierwsza płetwa grzbietowa przekształcona w owalną przyssawkę położoną na połączeniu głowy z grzbietem ryby
- w płetwach brak promieni twardych
- od 18-40 promieni miękkich w płetwie grzbietowej i tyle samo w odbytowej, płetwy te położone są symetrycznie jedna nad drugą
- płetwy piersiowe położone wysoko na bokach ciała
- szczęki uzbrojone w drobne zęby, dolna szczęka wystająca
- brak pęcherza pławnego
- osiągają długość od 30 cm (Remorina albescens) do 110 cm (Echeneis naucrates)

Ryby podnawkowate przyczepiają się przy pomocy przyssawki do innych zwierząt wodnych (rekinów, dużych ryb kostnoszkieletowych, żółwi morskich i ssaków morskich). Żywią się resztkami pozostawianymi przez swoich nosicieli.

## Klasyfikacja
Rodzaje zaliczane do tej rodziny:
Echeneis — Phtheirichthys — Remora